# 주나라
주(周, 기원전 1046년 ~ 기원전 256년)는 상나라를 이어 중국에 존재했던 나라이다. 중국 역사에서 가장 오래 존속한 나라이며, 790년간 왕조를 이어갔다.
주나라는 기원전 11세기 중엽에 서쪽의 웨이허 강 분지에서 세력을 확대하여, 은나라를 무너뜨리고 중화의 천자로서 중원(中原)을 지배했다. 최근 조사에 따르면, 주나라 청동기 문화권 영향력은 중원에서 더욱 남쪽 지방인 장쑤(江蘇), 안후이(安徽), 후베이(湖北) 등 장강 유역까지 미친 것으로 추정된다. 주나라 시기에 넓은 영역을 효율적으로 통치하기 위하여 처음으로 봉건제의 개념이 등장하였다. 주 왕조는 농업을 장려하였고, 농지 개척을 진척하였으며, 농기구는 목재나 석재로 만들었다. 학계는 주나라 시기부터 중국에서 철이 사용되었던 것으로 추정하고 있다.
기원전 771년 견융이 주나라를 침략하여 유왕을 살해하여, 제후들이 그의 뒤를 이어 평왕을 옹립했고, 곧 이어 호경(鎬京, 현재의 시안시 부근)에서 부도(副都) 낙읍(洛邑, 현재의 뤄양 시)으로 수도를 옮겼다. 이를 기준으로 이전을 서주(기원전 1046년~기원전 771년), 이후를 동주(기원전 770년 ~ 기원전 256년)로 구분한다.

## 봉건제도
주나라는 본격적인 봉건제도를 실시한 국가로 알려져 있다.무왕은 개국 초부터 자신의 친족들과 태공망 등의 개국공신들에게 영토를 나눠주고 봉지에 파견하여 다스리게 하였고 주(周) 왕실을 지키게 했다. 봉건 제도의 기틀은 대략 다음과 같다. 중앙에는 최고 통치자인 왕이 존재하고, 순서에 따라 공, 후, 백, 자, 남으로 이루어진 오등작을 유력 세력들과 왕 사이의 친밀도, 전략적인 중요성, 군공 등을 고려하여 왕이 직접 그들을 수순에 맞게 책봉했다. 이 중 후작이 가장 많았는데, 이 때문에 귀족들을 지칭하는 말로 여러 후들, 즉 제후(諸侯)라는 말이 통용되게 되었다. 이들은 국(國)을 수여받았다. 이후 제후들도 내부의 공신들을 책봉하였는데, 이들은 경(卿) 혹은 대부(大夫)로 불렸으며, 가(家)를 수여받았다. 다시 가 내부에서 공신 책봉이 이루어져서 사(士) 계층이 생겨났고(다만 사 계층은 최하위 계층이었던 만큼 다양한 경로를 통하여 형성되었다.), 이들은 단순하게 식읍 정도를 수여받았는데, 기본적으로 주 대에는 읍(邑)이 행정의 최소 단위였으므로 더이상의 분봉은 없었다.
주나라의 분봉은 주왕실 일족(동성제후)가 약 56개 국, 그렇지 않은 귀족(이성제후)가 약 70여개국으로 추측된다. 각 제후국은 중심지인 도성을 거점으로 가까운 지역에 영향력을 미치는 정도의 성읍 국가였으며 후대와 같은 영역 국가가 아니었다. 전체 제후국은 약 130~180개국이었다고 추산된다.
한편, '封建(봉건)'이라는 용어는 고대 중국에서 유래했으나 근대 일본의 영향으로 'feudal'을 번역하는 말이 되었는데, 현재 역사학계에서는 동양의 봉건제도와 유럽의 'feudalism'이 명확한 유사성 없이 오히려 실제를 오도시키는 경향이 크다고 보고 있다. 양자 간의 어의적, 역사학적 유사성에 대해서 동질성보단 차이가 크므로 'feudal'을 '봉건'으로 번역함은 현재 역사학계에서 지양하는 것이 중론이다. 실제로 케임브리지 중국사 시리즈에서는 주나라의 봉건제를 번역할 때 'feudal'이라는 용어를 아예 피하고 있다. 시간이 지나 이것이 제후의 영토가 제후국으로서 독립적인 국가를 이루는 봉건체제가 되었다.
다시 말하자면, 봉건제 하에서 제후국의 제후들은 왕으로부터 분봉받은 직할지를 다스리고, 분봉지를 동맹 세력이나 일족에게 세습하였다. 왕은 그에 대한 대가로 제후국으로부터 군사적 지원과 공납을 받았다. 주나라나 제후의 나라는 읍(邑：도시국가)이었고, 그 구조는 씨족적 결합으로 구성되어 있었다. 이러한 씨족에 의해 이루어진 결합은 종법(宗法)에 의하여 규제되어 있었다. 부계 혈통의 종족 구성에서는 "대종"(大宗)과 "소종(小宗)"의 엄격한 구분이 있었다. 이는 곧 천자의 적장자만이 천자가 될 수 있었음을 의미하는데, 황제의 자식들은 대종이고 왕의 자식들은 소종이라 하여 신분의 차이가 있었다. 이러한 원칙은 제후·대부·사에게도 동일하게 적용되었으며, 전국적인 통치 제도에 이용되었다. 춘추 시대의 봉건 국가들은 주나라 왕실의 정통성을 인정하였고 그러한 틀안에서 자신들의 패권을 다투었으나, 전국 시대에 접어들면서 주나라 왕실의 정통성은 유명무실화되었다. 급기야 주나라 왕실이 권위가 유명무실화 되고 전국 칠웅의 국가들이 스스로 완전히 독립적인 존재임을 내세우게 되었다.

## 역사

### 건국
원래 주나라는 상나라의 서부 제후국으로, 황하가 굽어 올라가는 지역인 오르도스 지방에 자리를 잡고 있었다. 오르도스에서 유목민 농작물 약탈에 시달리는 것을 피해, 고공단보 대에 상나라의 서쪽(지금의 산시성 서북쪽 기산(岐山))에 정착했고, 주 문왕 시대에 국(國)으로서 주나라의 정체성이 확립된다. 주나라는 상나라에 조공을 바치면서 우호적으로 지내다가도 때때로 상과 전쟁을 벌였다. 그러던 중 상나라의 주왕이 미녀 달기에 미혹되어 국정을 제대로 돌보지 않고 주지육림을 즐기며 패악을 부리자, 주나라 내부에서 점차 무너져가는 상나라를 몰아내고 새로운 통치 왕조를 열자는 주장이 나오기 시작했다. 전통적으로 두 국가 사이 대대적인 전쟁은 BC 1122년에 주나라가 시작하였다고 역사가들은 생각하지만, 결정적인 전쟁은 BC 1111년경에 벌어졌던 것으로 추측한다. 결국 문왕의 아들 무왕이 45,000여 명의 군대와 300여 개의 전차를 이끌고 황하를 건너 목야 전투에서 상나라 왕 주왕을 몰아내고 중국 전역을 차지했으며, 무왕이 죽은 이후 주공 단(周公旦)과 성왕의 시대에 통치 체계가 완성되었다. 그러나 주나라가 상나라를 멸망시켰을 때는 주와 연합한 여러 세력이 함께 행동하였으므로 주만의 우위를 주장하기 어려웠는데, 이는 성읍 국가 단계에 머문 채로 단순히 타 국가의 상위에 서 있던 상과 달리 갑작스레 통치 범위가 넓어진 주로서는 주위의 독자적인 세력들과 정치적으로 타협할 필요성이 매우 높아졌기 때문이었다. 주나라가 상나라를 몰아낸 뒤 주나라는 결코 만만치 않았던 상나라의 잔존 세력을 달래야 했다. 주나라는 상나라의 잔존 세력들을 한데 모아 주나라에 협조적이었던 상나라의 왕족인 미자계에게 공작의 작위를 주어 송나라를 이루게 하였고, 송나라를 형식상으로 주나라의 복속하에 넣었다. 나아가 상의 세력이 강력했던 낙읍은 주나라 대에도 제2의 수도로 남았다.

### 서주

주나라 봉건제도 도식화. 주나라는 혈연관계에 기반을 둔 종법 원리로 통치했다.

BC1122년 반란을 일으킨 주나라가 상나라의 모든 옛 영역에 대한 통치권을 확립하기 전에 반란이 일어나 이를 진압하는 데 3년이나 걸렸지만, 결국 주나라가 BC1046년 중국 전역에 대한 통치권을 76년만에 확립했다. 주는 영역 내 질서를 유지하고 모든 지역에 대한 군주의 지배권을 보장하기 위한 방편으로 지역의 유력자들과 공신들에게 영토를 나누었고, 각지에 봉건 제후국을 설치했다. 이때부터 중국의 봉건제가 본격적으로 시작된 것이다.
주 무왕은 급작스레 사망했고, 이에 그의 뒤를 이어 성왕이 즉위했다. 허나 성왕은 친정하기에는 너무 어린 나이었기에, 숙부였던 주공 단이 섭정으로 대리 통치했다. 주공 단이 권력을 잡는 것을 우려한 3명의 왕자들은 이에 반발하여 반란을 일으켰고, 독립적인 제후들, 일부 옛 상나라의 후예들의 도움을 받아 세를 키웠다. 이를 3감의 난이라고 한다. 허나 주공 단은 이를 효과적으로 진압하였고, 주나라의 국경을 동쪽으로 확장하고 국가의 기틀을 놓은 후 성왕이 성인이 되자 그에게 모든 권력을 되돌려 주었다. 또한 주공 단은 상나라를 멸망시키고 새로운 왕조를 개창할 것에 대한 명분을 만들기 위하여, '천명'이라는 개념을 도입하여 이를 정당화했다.
주나라 수도인 호경은 본래 지금의 시안 부근 웨이허강(渭河)이 황허강(黃河)과 합류하기 전 지점에 있었다. 나아가 주나라는 동부지역으로 팽창한 왕국과 제후국을 지원하기 위해 황허강 중류지역에 있는 뤄양에 동도(東都)를 세우며 세를 키워나갔다. 그러나 약 200년 후, 시간이 흐름에 따라 주나라 왕실과 제후국들 간의 혈연관계가 멀어지고 20여 명의 제후들이 지방에서 세력을 점차 키워가자 이러한 혈연에 기반한 전통적인 봉건 체제는 무너지기 시작했다. BC 8세기가 되자, 기본적으로 거대한 가족체제였던 주의 정치체제는 크게 약화되어 유명무실해졌다. 주나라가 권력을 잃고 대신 여러 제후들이 주에 버금가는, 혹은 능가하는 힘을 가지게 되면서 유력한 제후들이 번갈아 패자(覇者)의 지위를 차지하게 되었다.
주나라의 힘이 갈수록 약해지는 와중에, 주나라의 유왕은 미녀 포사에게 빠져 점차 국정을 소홀히 하기 시작하였다. 유왕은 포사를 정식 왕비로 삼기 위하여 인근 제후의 딸을 내쳤고, 이에 앙심을 품은 제후들이 견융과 연합하여 주나라를 함께 공격, 기원전 771년에 수도인 호경을 함락하여 약탈하였다. 구전에 의하면 유왕은 웃음이 많지 않았던 포사를 웃게 만들기 위하여 일부러 봉화를 올려 제후들이 헐레벌떡 군대를 몰고 뛰어오는 모습을 보여주는 것을 즐겼고, 이가 점차 반복되자 정작 진짜로 견융이 쳐들어왔을 때 봉화를 올리자 아무도 이를 믿지 않았고 결국 지원군도 전혀 오지 않았다고 전해진다. 어쨌든 유왕이 죽은 이후, 귀족들이 모여 평왕을 새로운 왕으로 추대하고 수도를 낙읍으로 옮겼는데, BC 771년 이전의 주를 보통 서주(西周)라고 하며 BC 770년부터는 동주(東周)라고 한다.

### 동주
동주는 춘추시대(BC 770~403)와 전국시대(BC 403~221)로 나뉜다. 동주 시대에는 주나라 왕실의 권위가 땅에 떨어지고, 대신 지방에서 유력한 패자들이 등장하여 천하를 다투었다. 다만 그 상징성과 제후 간의 경쟁 심리 때문에, 주나라 자체는 멸망하지 않고 대략 500여년 간 더 존속할 수 있었다. 이 때의 초기 역사를 기록한 유교 서책의 이름을 따 이 시기를 '춘추시대'라고 칭하고, 기원전 5세기부터는 전국에서 군웅들이 일어나 서로 다투었다고 하여 전국시대라고 부른다. 기원전 403년에는 주나라 왕실이 한나라, 초나라, 위나라를 독립적인 국가로 인정하였으며 기원전 344년에는 위나라의 혜왕이 스스로를 주나라의 천자와 격을 같이하여 '왕'이라고 부르기 시작하였다. 이를 계기로 다른 나라들도 앞다투어 스스로를 왕이라고 칭하기 시작했고, 주나라의 왕은 그 권위가 땅에 떨어졌다. 제후들은 더 이상 그자신들을 주나라의 봉신들이라고 생각하지도 않았으며, 스스로를 주나라와 동일한 국가들이라고 여겼다. 이 국가들은 번영과 쇠퇴를 거듭하며 서로를 공격하거나 협력을 맺으며 갖가지 사건들을 일으켰고, 주나라는 이에 전혀 관여하지 못하며 천자로서의 역할을 제대로 수행하지도 못했다. 주나라의 마지막 왕은 난왕이었다. 난왕은 기원전 256년에 진나라가 왕성을 공격하였을 때 살해당했고, 이로서 주나라가 공식적으로 멸망하게 된다. 이후 몇몇 왕족들이 주나라의 천자를 자칭하며 잔존 세력들을 일부나마 다스렸으나, 이마저도 기원전 249년에 진나라에게 멸망당하며 주나라는 완전히 역사 속으로 사라지고 말았다.
동주 시대는 그 혼란스러운 시대상에도 불구하고, 중국 철학의 황금기로 평가받는다. 이 시기에는 통치자들이 서로를 견제하고 힘을 키우기 위하여 철학과 관련 학문들을 크게 장려했고, 이 때에 수없이 많은 학자들과 성현들이 탄생하여 이후 중국 역사 내내까지 영향을 미쳤다. 이 때 제자백가가 활발히 활동했으며, 중국 최고의 철학자로 평가받는 공자도 이 시기에 활동했다. 그외에 노자, 손자 등이 자신만의 사상을 내세웠고, 한비자와 같은 걸출한 인재들이 등장하는 등 중화 역사상 유례없이 많은 학문적 발전을 이루었다. 중국의 후대 철학자들도 이같은 영향을 크게 받아 주나라 시절을 '황금시대'로 받아들이는 경향이 강했고, 주나라의 봉건제와 유교적인 가치관들을 본받아 자신들의 현실에 적용하고자 하는 경우가 매우 많았다.

## 정치
주의 여러 제도에 대해 주공 단이 엮었다고 여겨지는 『주례』에 주나라의 관제에 대한 매우 상세한 기술이 있지만, 이 서적이 집필된 시대는 전국시대 이후라고 생각되므로 이것만으로 주의 관제에 대해 논하려면 적지 않은 무리가 있다. 더불어 금문(金文)에 의하면 주에는 경사료(卿事寮)·대사료(大史寮)로 불리는 2개의 조직이 있었다. 경사료의 장관은 태보(太保)·태사(太師)의 2개가 있었으나 나중에는 태사만 남았다. 그 밑으로 사마(군사 담당)·사토(토지 관리 담당)·사공의 관직이 있었고 각 제후 밑에도 같은 관직이 있었다. 대사료의 장관을 태사(太史)라 부르고 역사의 편찬및 각종 의례와 제사 등을 관장하였다.
주나라의 신분제도에 관해서는 춘추좌씨전에 그에 대한 기록이 남아있다.『춘추좌씨전』에 의하면, 왕 아래에 제후가 있고 그 아래에 대부(大夫)로 불리는 일종의 귀족층이 있었으며, 그 아래에 사(士)로 불리는 지식인 층이 있고 그 아래가 서민이었다. 그러나 대부와 사라는 계급은 금문에는 없다. 더불어 재산의 일종이었던 노예 계층이 있었던 것이 틀림없는데, 이들은 주로 주인을 대신해하여 농사일과 집안일을 도맡아 하였다. 더 나아가 노예 계층 안에는 직공이라고 생각되는 부류의 사람들도 있었는데, 이들은 청동기의 주조와 관련되어 있었다고 생각된다.
토지 제도에 대해서 주나라는 정전법을 실행하였다고 전해지지만, 이 제도가 실제로 행해지고 있었는지는 의문이다.

## 경제와 사회
중화문명은 주나라 시대때 많은 발전이 이루어졌다. 대표적으로 소가 끄는 쟁기와 철기 그리고 석궁(石弓)과 기마술이 모두 주나라 시대때 도입되었다. 또한 처음으로 대규모 관개와 수리시설의 설치도 이루어져서 화북 평야의 농업생산량이 크게 향상되었다. 나아가 도량형을 새로 건설되었고 교통체계도 크게 개선되었다. 때문에 상업이 발전되었고 인구와 도시가 늘어났으며, 화폐의 필요성이 증대되었다. 덧붙여 젓가락을 사용하는 문명 또한 이때 출현하였으며, 은나라 시대때 원시적인 형태로 시작된 문자는 주대에 들어서면서 보다 체계적인 문법을 갖추게 되었다. 덕분에 철학도 크게 번성하여 제자 오가가 이 시기에 나타났다. 후대의 중국인들은 중국 문명의 기원과 발전을 알기 위해서 주나라에 관한 많은 연구를 했다.
주나라에 멸망당한 상나라의 유민들은 2~3갈래로 나뉘었는데, 첫 번째로 중원에 잔류하여 송(宋), 대(戴), 소(蕭), 권(権) 등등의 하남성, 호북성, 안휘성 일대의 자성(子姓) 제후국에서 주나라의 패권을 받아들인 집단으로, 기원전 286년 송의 멸망과 함께 최종적으로 회하족에 흡수되었다. 두 번째로 아직 주나라의 세력이 닿지 않았던 황하 이북으로 이동해 고죽(孤竹) 등등의 자성 제후국을 세운, 일명 동이 집단인데, 일반적으로 기원전 9~8세기에 요녕성에 있었던 십이대영자 문화로 비정되며, 회하계 제후국들과의 마찰로 쇠퇴하다가 기원전 660년 제(齊) 환공(桓公)의 공격을 받아 멸망하였다. 상나라 왕족 기자가 요녕성으로 이주해 국가를 세웠다는 기록을 감안하여 고조선을 포함시키는 학자들도 존재하나, 이 경우 십이대영자 문화의 쇠락 이후부터 고조선이 사서에 본격적으로 등장하는 기원전 4세기까지 수백년의 간극을 설명할 방법이 전무하다는 맹점이 있다. 부여 또한 상나라의 역법을 썼다는 삼국지 동이전의 기록에도 불구하고 시간적 격차 때문에 직접적으로 상나라 유민집단과 연결시키는 경우는 드물다. 마지막으로 일반적으로는 인정받지 못하나 춘추시대 산융(山戎), 전국시대 동호(東胡)라고 불렸던 요녕성의 유목집단이 상나라의 후신이라는 설이 있는데, 고대 중국의 사서인 죽서기년에는 상나라에서 우차와 마차를 발명했다는 기록이 있고, 상나라의 유민들이 각지에서 상업에 종사하면서 상인이라는 단어가 나왔는데, 대량의 물자를 이동시키는 상업이라면 한 곳에 정착해서 사는 농경민족보다는 목축으로 이동수단인 가축의 확보가 가능한 유목민족 쪽이 유리하기에 상나라의 유민 중 일부가 유목적, 반유목적 성격이 있을 수도 있다는 것을 근거로 삼는다. 당연하지만 농경민족도 상업에 충분히 종사할 수 있고 또 상나라가 유목생활을 했다는 직접적 근거는 없기에 추론에 그친다. 이 설대로라면 산융과 동호는 기원전 11세기부터 시작된 하가점상층 문화로 비정되며 이들 유목집단은 고조선이 사서에 등장하는 기원전 4세기까지도 건재했고, 또 고조선의 8조법은 복잡한 사회를 발전시키는 농경민족에게는 부적합하지만, 넓은 곳에 흩어져 살며 문자체계가 발전하지 못한 유목민족에게는 오히려 통치에 적합하고, 또 연나라에 격파당한 시기가 비슷하다는 것을 감안해 상나라의 유목집단 족장 중 한 명이 기자라고 한다면 동호의 일파가 고조선일수도 있지만 역시 근거와 설득력이 부족한 가설이다. 고고학적으로 유목집단인 하가점 하층문화와 농경집단인 이후의 한반도 문화는 큰 연관성이 없다는 점을 고려하면 고조선은 오히려 중국에서 건너온 유민이나 한반도 토착민 등의 농경집단에 흡수되었다는 결론이 도출된다. 앞의 두 설은 각자의 약점을 지니기에 기원전 6세기에 발흥한 정가와자 문화를 고조선으로 보는 것이 다수설이며 이 설을 따른다면 고조선과 상나라는 직접적 연관은 없는 것이 되며 따라서 기자조선설도 부정된다. 별개로 동호는 기원전 3세기에 흉노에 멸망당해 선비와 오환으로 나뉘어 흉노의 지배를 받았고, 2세기에 흉노가 쇠약해지자 독립하고 선비는 일시적으로 몽골고원의 패권을 장악하기도 했다. 이후 오환은 후한의 군벌 조조에게 격파당해 몰락했고 선비는 중국으로 진출해 오호십육국 시대를 열었는데 이 과정에서 통치의 용이성을 위해 한화정책을 펼쳐 회하족과 동화된다. 중국으로 진출하지 않고 화북에 남은 선비 중에는 거란도 있었는데, 돌궐과 당나라의 지배를 받다가 10세기에 요나라를 세워 몽골 고원을 지배하다가 12세기에 금나라에게 멸망당하고, 그 잔당인 서요도 13세기에 멸망당하면서 요녕성 계통 유목집단은 최종적으로 종말한다. 다만 몽골족을 선비의 후예로 보는 시각도 있다.

## 문화

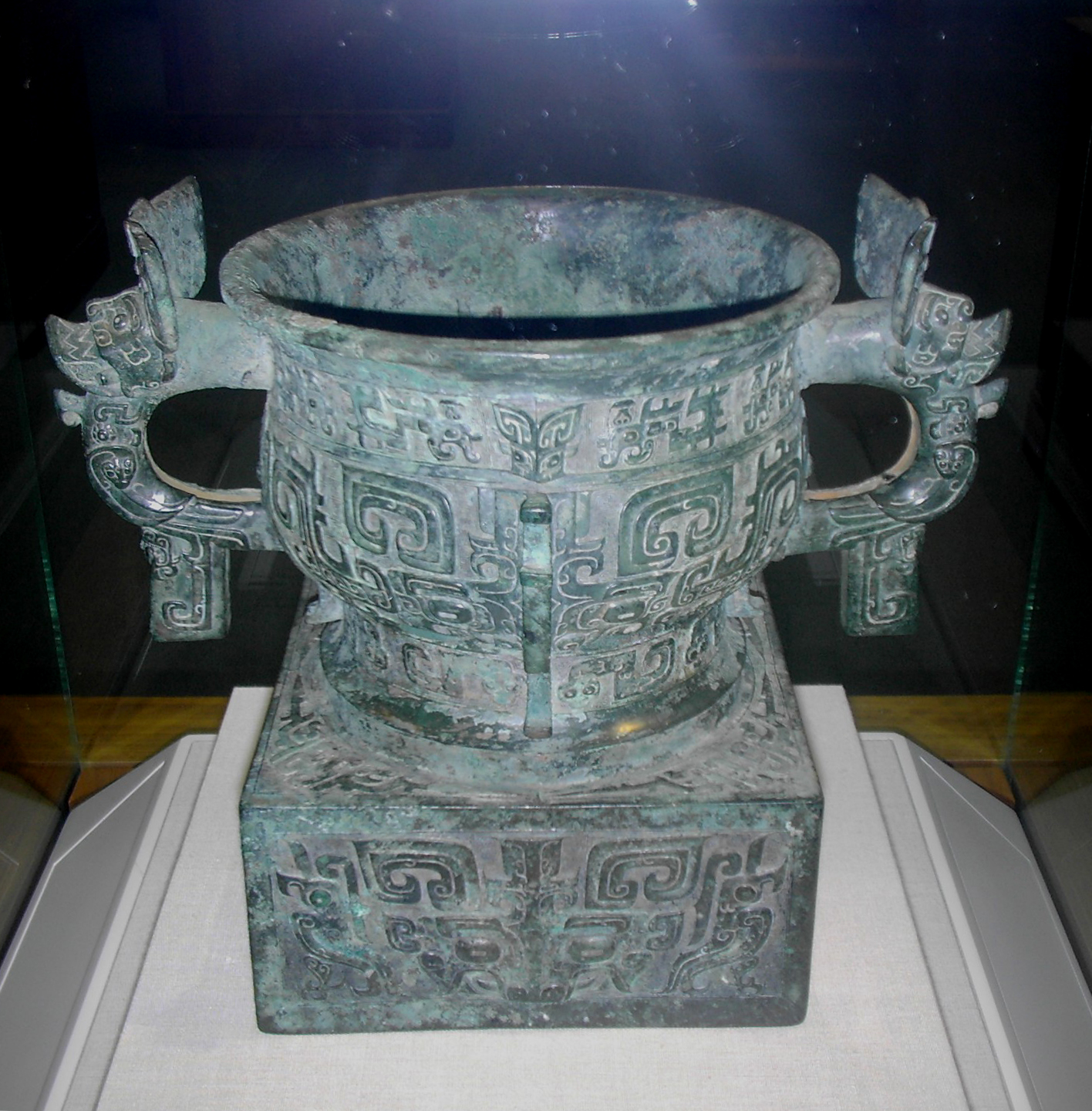
서주의 청동기 (기원전 1000년 경

고대 국가의 특성상, 상나라와 주나라의 교체 또한 기본적으로 국가의 신神의 교체를 불러오게 되었다. 본래 상이 숭배하던 신은 제(帝) 혹은 상제(上帝)였으나, 주 대에는 천(天), 즉 하늘이 신으로서 섬겨지게 되었다. 그런데 하나의 성읍 국가에서 중국 전역을 주관하는 봉건제로 통치의 성격이 달라지고 범위가 확장되어, 신의 성격 또한 '통치 계급만의 신'에서 '세계 질서의 신'으로 재확립되었다. 이에 따라 천은 통치자에게 운명 혹은 사명을 수여하게 되었는데, 이를 천명(天命)이라고 하였으며, 왕은 천으로부터 천하(天下)를 수여받아 천자(天子)로서 통치를 수행하게 되었다. 만약 왕이 왕으로서 제 역할을 수행하지 못하면 천명은 다른 사람에게 옮겨갈 수 있었다. 이는 본래 은-주 교체를 정당화하기 위해 등장한 사상이었으나, 후에 맹자를 위시한 제자백가의 사상의 일환으로 흡수되었다.
물론 왕뿐만 아니라, 각 지위에 오른 모든 통치자는 제 각기 나름대로 하늘의 대리인인 천자로부터 사명을 수여받았으므로 제 역할을 다해야 하였다. 왕은 천하를 고르게 다스리고, 제후는 국을 다스리며, 경과 대부는 가를 다스리고, 사는 식읍을 받아 스스로를 수양하여 국가에 이로운 지식인이 된다는 것이 그들에게 내려졌던 사명이었다. 이를 한자화하면, '수신 제가 치국 평천하(修身 齊家 治國 平天下)'다. 즉, 뒷날에 성리학의 성립에서 단계적인 개인 수양의 뜻을 지니게 되었던 이 말은 본래 주나라의 통치 체계를 표현하고 상징하는 뜻을 지닌 말이었다.
한편 통치 체제의 지속을 위해서도, 상 대의 불분명한 계승을 넘어 종법 질서가 확립된다. 즉 맏아들은 대종(大宗)이 되어 해당 직위를 계승하지만, 그 이외의 아들은 소종(小宗)이 되어 대종의 신하로만 활동할 수 있게 된다(따라서 실질적으로 계층의 하락이 일어난다.). 이러한 가부장적인 계승 체계는 조상 제사를 통해 계속해서 재확인되는데, 이러한 제사의 묘제를 확립하여 실현한 공간이 종묘이다. 형식상 성씨가 다른, 즉 전혀 다른 계통의 제후들도 주나라의 소종으로서 친(親)의 질서 내에 포괄되어 있었다. 천명론과 종법 질서 등의 등장으로, 주나라의 성격은 상나라 대의 신정일치 국가에서 보다 인문주의적인 국가로서 발전한다. 즉 현실 통치가 무력화되면 주나라의 권위는 신정으로서 다스릴 수 없을 정도로 떨어지는 것이다. 이러한 현실 통치를 위해 주의 천자는 회맹(會盟)이라는 절차를 통해 군사력을 확보하고, 주 질서에 어긋나는 제후들을 토벌하였다. 이를 통해 초기 3감의 난 등을 진압하면서 주의 통치는 한동안 확고해졌다.
한편 민간에서는 가부장적인 가족 질서와 읍락 공동체가 확립된 것으로 생각되며, 토지 신으로서 사(社)를 섬겼다. 또한 읍락 단위로 토지를 배분하고 그중 9분의 1을 거두는 정전제가 성립되었다고 하나, 그 실존 여부에 대해서는 논란이 많다. 전반적인 사회의 모습을 살펴볼 수 있는 문헌으로 시(시경), 서(서경) 등이 존재하한다고 하여 은주 시대를 가리켜 시서 시대라고도 부르나, 편집자인 공자에 의해 일부 사료만이 취합되거나 변모가 있었을 가능성이 없지 않다.
상나라의 청동기 문화는 그 예술성면에서 최고의 평가를 받고 있다. 주나라도 기본적으로는 그 기술을 계승하고 있었지만 예술성에서는 간소화되어 은대에 비하면 꽤 낮은 평가를 받고 있다. 이 시대의 청동기는 거의 모두가 제사를 위한 제기였으며, 따라서 실용적인 청동기는 그 수가 적다. 이러한 청동기는 거푸집을 이용하여 주조되었는데, 거푸집을 제작할 때 당대의 여러 정보를 거푸집에 새겼다. 따라서 등대의 청동기에는에는 당대의 역사와 점의 결과를 비롯한 여러 종류의 기록들이 남아 있다. 이것이 바로 금문이라 불리는 것으로 후대 주나라를 연구하였던 사가들에게 있어서 이는 중요한 기록물이었다. 상대와 비교해서 주대는 문장의 길이가 매우 긴 것이 특징이다.
상나라와 주나라는 여러 차이를 보였는데, 그 차이들 중 하나는 바로 조상에 대한 믿음의 차이였다. 상나라에서는 조상에 대한 숭배와 외경심이 매우 강하였기 때문에, 제사를 게을리하거나 조상의 이름에 먹칠을 하거나 조상의 명망에 흠집을 내면은 당장이라도 나와 나의 가족들에게 탈이 날 수 있다는 생각이 당시 상나라 사람들의 믿음이었다. 반대로 주의 사람들도 조상에 대한 제사는 지냈지만, 그들에게 있어서 조상은 재앙을 피하기 위한 종교적인 믿음의 대상이 아닌 순수하게 경의를 표하는 대상이었다. 더불어 상대에는 일이 있을 때마다 점을 쳤지만 주대에는 그러한 일이 적어졌다. 이러한 이유로 상이 남긴 금문의 수에 비하여 주가 남긴 금문의 수는 적어 현대에 이르러는 주대 전기보다 오히려 상대의 자료가 많다.
거푸집을 제작할 때 거푸집에 문장을 새겨 넣고 청동을 붓고 거푸집을 깨어 완성된 청동기에 문장이 돋아 보이게 하는 기술과 방식은 왕실이 독점하였던 것으로 보이고, 이러한 청동기는 때때로 제후에게 하사되는 경우가 있었다. 춘추시대에 들어설 무렵의 혼란으로 인하여 이러한 기술이 제후에게도 전파되어 제후들 사이에서도 이러한 청동기가 제작되었다.
건축 분야에 관련하여 주대에 들어서 모즙 기와가 일반화되었다.

## 역대 군주

### 서주
| 대수 | 시호                       | 이름        | 재위기간                    |
| --- | -------------------------- | ----------- | --------------------------- |
| - | 태공 (太公) (주 무왕 추숭) | 공조 (公祖) | -                           |
| - | 태왕 (太王) (주 무왕 추숭) | 단보 (亶父) | -                           |
| - | 왕계 (王季) (주 무왕 추숭) | 계력 (季歷) | -                           |
| - | 문왕 (文王) (주 무왕 추숭) | 창 (昌)     | -                           |
| 제1대 | 무왕 (武王)                | 발 (發)     | -                           |
| 제2대 | 성왕 (成王)                | 송 (誦)     | -                           |
| 제3대 | 강왕 (康王)                | 소 (釗)     | -                           |
| 제4대 | 소왕 (昭王)                | 하 (瑕)     | -                           |
| 제5대 | 목왕 (穆王)                | 만 (滿)     | -                           |
| 제6대 | 공왕 (共王)                | 예호 (繄扈) | -                           |
| 제7대 | 의왕 (懿王)                | 간 (囏)     | -                           |
| 제8대 | 효왕 (孝王)                | 벽방 (辟方) | -                           |
| 제9대 | 이왕 (夷王)                | 섭 (燮)     | -                           |
| 제10대 | 여왕 (厲王)                | 호 (胡)     | -                           |
| 공화 (共和) | 공화 (共和)                | 공화 (共和) | 기원전 841년 ~ 기원전 828년 |
| 제11대 | 선왕 (宣王)                | 정 (靜)     | 기원전 827년 ~ 기원전 782년 |
| 제12대 | 유왕 (幽王)                | 궁생 (宮涅) | 기원전 781년 ~ 기원전 771년 |
| 비고: 주나라의 역대 군주들의 성은 희(姬), 씨는 주(周)이나 당시에는 성씨와 이름을 같이 표기하는 성명의 개념이 아직 확립되지 않았다. |                            |             |                             |

### 동주
| 대수 | 시호               | 성명        | 재위기간                    |
| --- | ------------------ | ----------- | --------------------------- |
| 제13대 | 평왕 (平王)        | 의구 (宜臼) | 기원전 771년 ~ 기원전 720년 |
| 비정통 | 휴왕 (攜王)        | 여신 (余臣) | 기원전 771년 ~ 기원전 750년 |
| 제14대 | 환왕 (桓王)        | 림 (林)     | 기원전 720년 ~ 기원전 697년 |
| 제15대 | 장왕 (莊王)        | 타 (佗)     | 기원전 697년 ~ 기원전 682년 |
| 제16대 | 희왕 (僖王)        | 호제 (胡齊) | 기원전 682년 ~ 기원전 677년 |
| 제17대 | 혜왕 (惠王)        | 랑 (閬)     | 기원전 677년 ~ 기원전 652년 |
| 비정통 | -                  | 퇴 (穨)     | 기원전 675년 ~ 기원전 673년 |
| 제18대 | 양왕 (襄王)        | 정 (鄭)     | 기원전 652년 ~ 기원전 619년 |
| 비정통 | - (감소공(甘昭公)) | 대 (帶)     | 기원전 636년 ~ 기원전 635년 |
| 제19대 | 경왕 (頃王)        | 임신 (壬臣) | 기원전 619년 ~ 기원전 613년 |
| 제20대 | 광왕 (匡王)        | 반 (班)     | 기원전 613년 ~ 기원전 607년 |
| 제21대 | 정왕 (定王)        | 유 (瑜)     | 기원전 607년 ~ 기원전 586년 |
| 제22대 | 간왕 (簡王)        | 이 (夷)     | 기원전 586년 ~ 기원전 572년 |
| 제23대 | 영왕 (靈王)        | 설심 (泄心) | 기원전 572년 ~ 기원전 545년 |
| 제24대 | 경왕 (景王)        | 귀 (貴)     | 기원전 545년 ~ 기원전 520년 |
| 제25대 | 도왕 (悼王)        | 맹 (猛)     | 기원전 520년                |
| 비정통 | - (서왕(西王))     | 조 (朝)     | 기원전 520년 ~ 기원전 516년 |
| 제26대 | 경왕 (敬王)        | 개 (丐)     | 기원전 520년 ~ 기원전 477년 |
| 제27대 | 원왕 (元王)        | 인 (仁)     | 기원전 477년 ~ 기원전 469년 |
| 제28대 | 정정왕 (貞定王)    | 개 (介)     | 기원전 469년 ~ 기원전 441년 |
| 제29대 | 애왕 (哀王)        | 거질 (去疾) | 기원전 441년                |
| 제30대 | 사왕 (思王)        | 숙습 (叔襲) | 기원전 441년                |
| 제31대 | 고왕 (考王)        | 외 (嵬)     | 기원전 441년 ~ 기원전 426년 |
| 제32대 | 위열왕 (威烈王)    | 오 (午)     | 기원전 426년 ~ 기원전 402년 |
| 제33대 | 안왕 (安王)        | 교 (驕)     | 기원전 402년 ~ 기원전 376년 |
| 제34대 | 열왕 (烈王)        | 희 (喜)     | 기원전 376년 ~ 기원전 369년 |
| 제35대 | 현왕 (顯王)        | 편 (扁)     | 기원전 369년 ~ 기원전 321년 |
| 제36대 | 신정왕 (愼靚王)    | 정 (定)     | 기원전 321년 ~ 기원전 315년 |
| 제37대 | 난왕 (赧王)        | 연 (延)     | 기원전 315년 ~ 기원전 256년 |
| 비고: 주나라의 역대 군주들의 성은 희(姬), 씨는 주(周)이나 당시에는 성씨와 이름을 같이 표기하는 성명의 개념이 아직 확립되지 않았다. |                    |             |                             |

## 같이 보기
- 사농공상
- 중국의 옛 수도